# Editorial Grafidea
Editorial Grafidea fue una editorial española, ubicada en Barcelona, que entre 1941 y 1960 se dedicó a la edición de novelas cinematográficas, de aventuras y para mujeres. También editó cuadernos de aventuras en los que dieron a conocer Federico Amorós, Ambrós y Matías Alonso, así como uno romántico, "Celeste".

## Trayectoria editorial
Heredera de Editorial Española y Publicaciones Cinema, continuó en su primera época los monográficos de ésta. Lanzó novelas de aventuras en su "Colección Temple" y para mujeres en "Biblioteca Celeste", la cual contó con más de novecientos títulos y fue el mayor éxito de la editorial.
Muchos de sus cuadernos de aventuras fueron escritos por José María Canellas Casals, aunque el más popular fue El Jinete Fantasma (1947), escrito por Federico Amorós y dibujado por Ambrós.
En 1956, el dibujante de más éxito de la casa, Ambrós, la abandonó por un mejor salario en Bruguera. Tres años después, la propia Grafidea abandonó el mercado del cómic, incapaz de competir con otras editoriales más potentes como la ya citada Bruguera y Valenciana.

## Colecciones de tebeos
Grafidea lanzó alrededor de 30 colecciones de tebeos, mayormente cuadernos de aventuras:
| Título                            | Formato  | Tamaño | Periodicidad | Guion               | Dibujo                              | Números          | Precio           | Año       | Comentario |
| --------------------------------- | -------- | ------ | ------------ | ------------------- | ----------------------------------- | ---------------- | ---------------- | --------- | ---------- |
| Bravo Español                     | Cuaderno |        |              | José María Canellas | Lozano Olivares                     |                  |                  | 1940      |            |
| Armando, el Intrépido             | Cuaderno |        |              | Canellas Casals     |                                     |                  |                  | 1941      |            |
| La daga roja                      | Cuaderno |        |              |                     | Ricardo Beyloc, Juan Martínez Osete |                  |                  | 1947      |            |
| El jinete fantasma                | Cuaderno | 21x32  | Semanal      | Federico Amorós     | Ambrós                              | 164 + 5 extras   | 1,60 a 2 pesetas | 1947-1951 |            |
| Capitán Sol                       | Cuaderno |        |              | Federico Amorós     |                                     |                  |                  | 1947      |            |
| Celeste                           |          |        |              |                     |                                     |                  |                  | 1948      |            |
| Chispita                          | Cuaderno | 22x31  | Semanal      | Federico Amorós     | Ambrós                              | 264 en 11 series | 2 pesetas        | 1948      |            |
| La máscara de los dientes blancos | Cuaderno | 17x24  | Semanal      | Federico Amorós     | Juan Martínez Osete                 | 20               | 1,25 pesetas     | 1948      |            |
| Mascarita                         | Cuaderno |        |              | Federico Amorós     | Pedro Alférez, Osete                |                  |                  | 1948      |            |
| Bill Cody                         | Cuaderno |        |              | Federico Amorós     | VV. AA.                             |                  |                  | 1951      |            |
| El charro temerario               | Cuaderno | 17x24  | Semanal      | P. Muñoz            | Matías Alonso                       | 44               | 1'25 pesetas     | 1953      |            |
| Jarko el Temible                  | Cuaderno |        |              | P. Muñoz            | Matías Alonso                       |                  |                  | 1957      |            |